# Fédération européenne des associations de psychologues
La Fédération européenne des associations de psychologues (EFPA) est une fédération européenne fondée en 1981 qui regroupe les associations de psychologues de pays qui bénéficient d’un statut consultatif auprès du Conseil de l’Europe. Elle compte 37 pays membres. Chaque pays est représenté par une seule association. Au total, 300 000 psychologues sont représentés.

## Membres
| Pays | Fédération                                                                | Fondation | Membres | Affiliation |
| ---- | ------------------------------------------------------------------------- | --------- | ------- | ----------- |
|      | Berufsverband Österreichischer Psychologen/innen                          |           |         |             |
|      | Fédération belge des psychologues                                         |           |         |             |
|      | Bulgarian Psychological Society                                           |           |         |             |
|      | Croatian Psychological Association                                        |           |         |             |
|      | Cyprus Psychologists' Association                                         |           |         |             |
|      | Unie Psychologickych Asociaci CR                                          |           |         |             |
|      | Dansk Psykologforening                                                    |           |         |             |
|      | Union of Estonian Psychologists                                           |           |         |             |
|      | Finnish Psychological Association                                         |           |         |             |
|      | Fédération française des psychologues et de psychologie                   |           |         |             |
|      | Föderation Deutscher Psychologenvereinigungen                             |           |         |             |
|      | Association of Greek Psychologists                                        |           |         |             |
|      | Magyar Pszichológiai Társaság                                             |           |         |             |
|      | The Icelandic Psychological Association                                   | 1954      | 500     |             |
|      | The Psychological Society of Ireland                                      |           |         |             |
|      | Italian Network of Professional Psychologists Associations INPPA c/o AUPI |           |         |             |
|      | Latvijas profesionalo psihologu asociacija                                |           |         |             |
|      | Berufsverband der Psychologinnen und Psychologen Liechtensteins (BPL)     |           |         |             |
|      | Lithuanian Psychological Association                                      |           |         |             |
|      | Société luxembourgeoise de psychologie                                    |           |         |             |
|      | Malta Union & Professional Body of Psychology (MUPP)                      |           |         |             |
|      | Nederlands Instituut van Psychologen - NIP                                |           |         |             |
|      | Norsk Psykologforening                                                    |           |         |             |
|      | Polskie Towarzystwo Psychologiczne                                        |           |         |             |
|      | Network OPP and SNP                                                       |           |         |             |
|      | Colegiului Psihologilor din Romania                                       |           |         |             |
|      | Russian Psychological Society                                             |           |         |             |
|      | Ordine Degli Psicologi Della Repubblica Di San Marino                     |           |         |             |
|      | Association of Psychologists of Serbia                                    |           |         |             |
|      | Slovenska komora psychologov                                              |           |         |             |
|      | Slovenian Psychological Association (Drustvo psihologov Slovenije)        |           |         |             |
|      | Colegio Oficial de Psicologos                                             |           |         |             |
|      | Sveriges Psykologförbund                                                  |           |         |             |
|      | Fédération suisse des psychologues                                        | 1987      | 7000    |             |
|      | Turkish Psychological Association P.K.                                    |           |         |             |
|      | National Association of psychologists of Ukraine                          |           |         |             |
|      | British Psychological Society                                             |           |         |             |